# بوب أنديريغ
بوب أنديريغ (بالإنجليزية: Bob Anderegg)‏ مواليد 24 أغسطس 1937 في مونرو، هو لاعب كرة سلة أمريكي معتزل. بدأ مسيرته الاحترافية في سنة 1959. تم اختياره من قبل فريق نيويورك نيكس خلال الدرافت. حمل الرقم 18. يبلغ طوله 6 قدم 3 بوصة (1.9 م). اعتزل اللعب في 1962.

## روابط خارجية
- بوب أنديريغ على موقع إن بي أي (الإنجليزية)
- بوب أنديريغ على موقع سبورتس رفرنس (الإنجليزية)
- بوب أنديريغ على موقع كلية كرة السلة في سبورتس رفرنس.كوم (الإنجليزية)
- بوب أنديريغ على موقع ريلجم (الإنجليزية)
- بوب أنديريغ على موقع بروبوليرز (الإنجليزية)